# Huichitila
Huichitila är en ort i Mexiko.   Den ligger i kommunen Jilotlán de los Dolores och delstaten Jalisco, i den södra delen av landet, 400 km väster om huvudstaden Mexico City. Huichitila ligger 758 meter över havet och antalet invånare är 151.
Terrängen runt Huichitila är lite kuperad, och sluttar österut. Runt Huichitila är det glesbefolkat, med 9 invånare per kvadratkilometer. Närmaste större samhälle är Tepalcatepec, 18,7 km sydost om Huichitila. I omgivningarna runt Huichitila växer huvudsakligen savannskog.